# 洛雷特山
72°32′S 31°9′E / 72.533°S 31.150°E
洛雷特山是南極洲的山峰，位於東部南極洲的毛德皇后地，處於洛特斯山以西，海拔高度2,2O0米，屬於比利時山脈的一部分，該山峰在1957至1958年由比利時探險隊發現，現時受南極條約體系管理。